# Équipe de Malte masculine de handball
Dernière mise à jour : 4 janvier 2014.
L'équipe de Malte de handball est constituée par une sélection de joueurs maltais sous l'égide de la Fédération maltaise de handball, lors des compétitions internationales. L'équipe ne s'est jamais qualifiée pour une phase finale d'une compétition.